# Medalha Mérito Tamandaré
A Medalha Mérito Tamandaré é uma condecoração da Marinha do Brasil destinada a agraciar autoridades, instituições e pessoas civis e militares, brasileiras ou estrangeiras, que tenham prestado relevantes serviços, no sentido de divulgar ou fortalecer as tradições da Marinha do Brasil, honrando seus feitos ou realçando seus vultos históricos.
Ela foi criada pelo Decreto 42.111, de 20 de agosto de 1957 como forma de homenagem ao Patrono da Marinha do Brasil, o Almirante Joaquim Marques Lisboa, o Marquês de Tamandaré. Ela é entregue anualmente no dia 13 de dezembro.